# Équipe d'Union soviétique de football
Maillots
L'équipe d'Union soviétique de football ou équipe d'URSS, créée en 1924 et disparue fin 1991, est l'équipe nationale qui représentait l'Union soviétique (URSS) dans les compétitions internationales masculines de football, sous l'égide de la Fédération d'URSS de football. Elle cesse d'exister avec la fin de l'URSS le 25 décembre 1991.
C'est après la Seconde Guerre mondiale que l'équipe sort de l'isolement international dans lequel elle était maintenue depuis les années 1920. Adhérant à la FIFA en 1946, elle remporte ensuite deux fois la médaille d'or aux Jeux olympiques, en 1956 et 1988, ainsi que l'Euro en 1960.
Elle est brièvement transformée en équipe de la CEI au premier semestre 1992 pendant la phase de transition conduisant jusqu'à l'Euro 1992 pour laquelle elle s'était qualifiée. Cette équipe d'ex-URSS fait ses adieux le 18 juin 1992 après une défaite 3-0 contre l'Écosse qui scelle son élimination au premier tour de l'Euro.
C'est l'équipe de Russie, dont la fédération nouvellement créée s'est portée cessionnaire de l'ancienne fédération de football auprès de la FIFA et de l'UEFA, qui est la principale héritière de l'équipe d'URSS. La continuité de l'affiliation autorise en effet la Russie à s'approprier le palmarès de l'URSS.

## Histoire

### Prémisses d'une équipe nationale (1910-1914)
Avant la Première Guerre mondiale, une équipe nationale russe existe déjà. Mise sur pieds en 1910, elle joue son premier match face à la Bohême et Moravie, qu'elle défait 5-4 à Saint-Pétersbourg. Cette équipe de l'Empire russe va prendre part aux Jeux olympiques de 1912 à Stockholm. Elle est gérée par l'Union de football de toutes les Russies (VFS), une fédération fondée en janvier 1911 et affiliée l'année suivante à la FIFA.
À cette époque, des équipes ouvrières indépendantes existent aussi en marge de l'équipe nationale officielle et des clubs affiliés à la VFS. Jusqu'en 1914, les rencontres entre équipes ouvrières et officielles sont interdites par l'administration tsariste.

### Genèse et premiers matchs (1917-1925)
Après la Révolution d'Octobre, le nouvel état ouvrier met sur place un entraînement militaire universel, le vsevobuch. Actif à partir de mars 1918, le vsevobuch va permettre la « militarisation » de la pratique sportive et donc du football.
Au cours de la Guerre civile russe, le football compétitif est quelque peu mis en retrait et seules des compétitions locales ont lieu, par exemple à Petrograd, à Moscou ou encore à Minsk. Des tournées d'exhibition ont lieu pour promouvoir la pratique du football dans le cadre de l'entraînement militaire.
À l'occasion du IIe Congrès de l'Internationale communiste en juillet 1920, un match est organisé entre une sélection russe et un « onze des délégués étrangers » dans laquelle on trouve par exemple John Reed.
Au cours de l'année 1923, une équipe représentant officiellement la République soviétique de Russie va réaliser des tournées en Finlande, Suède, Norvège, Allemagne et Estonie où elle rencontre différentes équipes locales ou ouvrières. Huit joueurs de cette sélection jouent dans d'anciens « clubs bourgeois » fondés avant la révolution. Au cours des 25 matchs au total qui composent ces tournées, l'équipe soviétique russe s'impose 22 fois et réalise trois matchs nuls. Elle bat 5-0 une sélection ouvrière représentant la Finlande le 19 mai, 2-1 la Suède le 21 août au Stade olympique de Stockholm, 3-2 la Norvège le 30 août et enfin 4-2 l'Estonie le 19 septembre,.

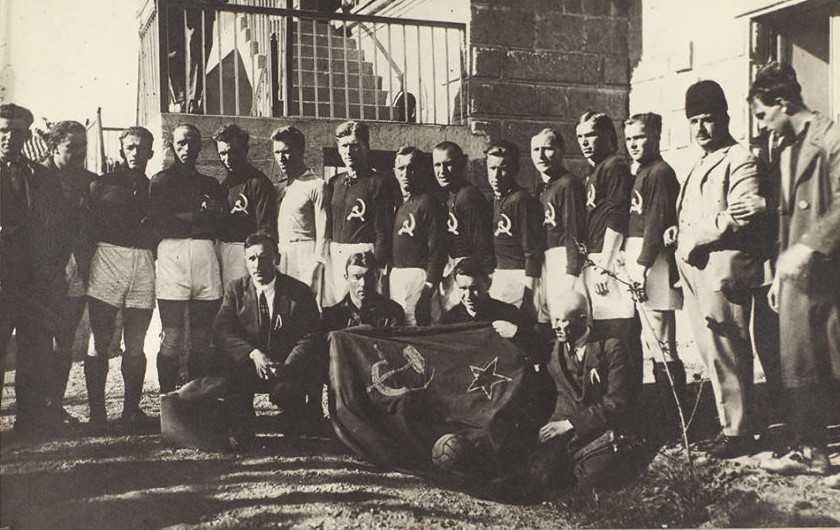
Équipe de l'Union soviétique le 15 mai 1925 à Ankara.

C'est en 1924 que l'équipe d'Union soviétique est officiellement mise en place. Composée de joueurs de Petrograd, Moscou et Kharkov, elle reçoit la Turquie à Moscou le 16 novembre pour un match amical. Les journaux de l'époque font état d'un temps peu propice au football : il neige toute la semaine précédant le match et le terrain est gelé. Malgré tout, le match a bien lieu et ce devant 15 000 spectateurs qui viennent se masser dans les tribunes du stade Vorovsky, ce qui constitue alors un record d'affluence en Russie. L'équipe soviétique s'impose 3-0 grâce à des buts de Mikhail Butusov à la 14e et 25e minute et d'Alexandr Chpakovsky à la 70e minute.
L'année suivante, une revanche est organisée à Ankara, que l'Union soviétique remporte 2-1.

### Vingt années d'isolement (1926-1946)
L'équipe soviétique va ensuite avoir de grandes difficultés à jouer des équipes étrangères en raison de problèmes diplomatiques : le gouvernement autrichien empêche une équipe autrichienne de se rendre en URSS en 1926 ; des tournées en Espagne et en Tchécoslovaquie, organisées pour 1926 et 1927, doivent être annulée en raison du refus d'accorder des visas au joueurs soviétiques par les gouvernements espagnol et tchécoslovaque.

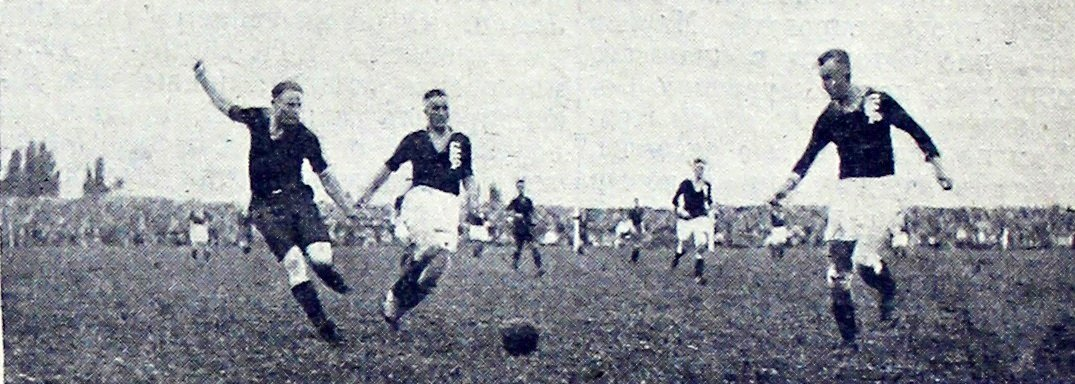
Action lors du match ATSB-URSS en 1927 à Hambourg.

Cet isolement prendra fin après la Seconde Guerre mondiale, l'URSS assouplissant également de son côté les conditions imposées jusqu'alors à son équipe nationale, lui permettant désormais de rencontrer des équipes professionnelles et « bourgeoises ». En 1946, résultat de cette nouvelle politique sportive, la Fédération d'Union soviétique de football est affiliée à la FIFA.

### Apparition dans les compétitions internationales (1947-1955)
Les premières apparitions internationales officielles de l'équipe d'URSS ont pour cadre les Jeux Olympiques, alors strictement réservés aux amateurs. Les Soviétiques sont présents aux Jeux d'Helsinki en 1952.
Néanmoins, l'équipe n'est toujours pas inscrite pour la Coupe du Monde 1954, l'Union soviétique hésitant encore à y inscrire son équipe qui devra y affronter des joueurs professionnelles.

### Une permanence au plus haut niveau (1956-1972)
L'équipe remporte la médaille d'or aux Jeux de Melbourne en 1956.
En 1957, commencent les qualifications pour la coupe du Monde 1958 auxquels participe l'URSS. Sortis vainqueurs de leur groupe de qualification à l'issue d'un match d'appui contre la Pologne, les Soviétiques participent pour la première fois à une phase finale de coupe du monde en 1958 en Suède. Placés dans un groupe très difficile avec le Brésil, l'Angleterre et l'Autriche, ils se qualifient pour les quarts-de-finale en battant l'Angleterre en match d'appui, avant de s'incliner contre le pays organisateur (2-0).
Grâce entre autres à la présence dans les buts de Lev Yachine (déjà présent aux Jeux de Melbourne), le seul gardien de but Ballon d'or de l'histoire, aussi grâce aux attaquants Viktor Ponedelnik, Slava Metreveli, Valentin Ivanov et à son capitaine Igor Netto l'URSS va se maintenir au plus haut niveau européen et mondial durant plus d'une décennie.
En 1960, elle remporte la première Coupe d'Europe des nations en battant en finale la Yougoslavie (2-1 après prolongation, buts de Viktor Ponedelnik et de Slava Metreveli). il s'agit du seul trophée figurant au palmarès de l'Union soviétique au plus haut niveau. Le Championnat d'Europe est d'ailleurs la compétition où l'URSS, finaliste à trois autres reprises, en 1964, 1972 et 1988 réussira le mieux.
Cités parmi les favoris lors de la Coupe du monde 1962, les Soviétiques sont éliminés par le Chili en quart-de-finale (2-1) après deux grosses erreurs de Yachine, déjà loin d'être irréprochable[réf. nécessaire] contre la Colombie au premier tour (4-4, doublé de Valentin Ivanov, buts d'Igor Tchislenko et de Viktor Ponedelnik).

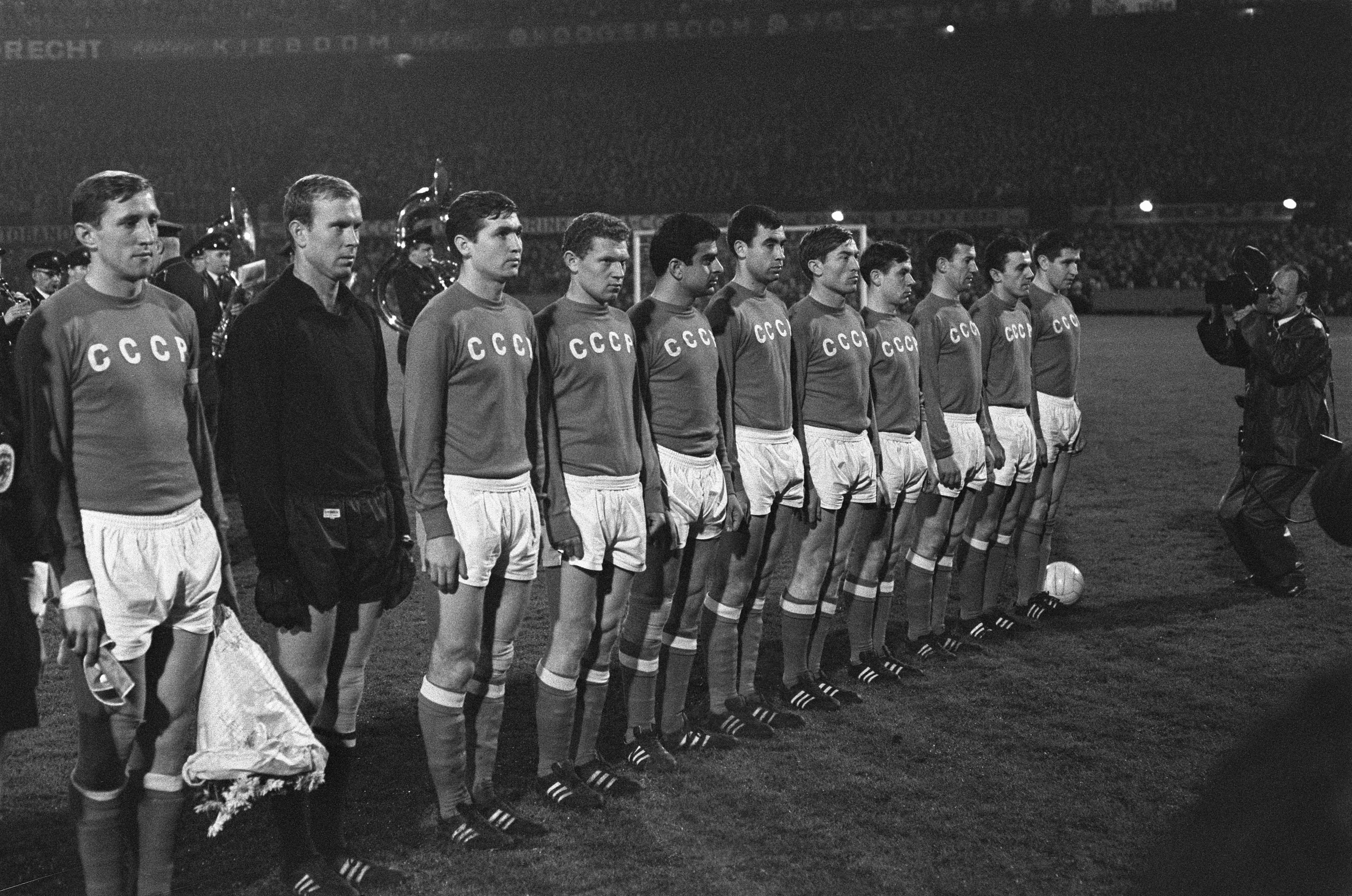
Onze de départ soviétique avant la rencontre face aux Pays-Bas à De Kuip en 1969.

Quatre ans plus tard, en Angleterre, l'URSS réalise sa meilleure performance en Coupe du monde en atteignant les demi-finales. Durant le tournoi l'équipe montre un jeu solide, stable, de grande qualité. Elle élimine notamment l'Italie au premier tour. La puissance de l'équipe soviétique est appuyée sur les talents de joueurs comme Albert Chesternev, Valeri Voronine, Igor Tchislenko. L'URSS bat la Hongrie en quart-de-finale mais s'incline contre la RFA en demi-finale. Elle manque le podium en perdant le match de classement contre le Portugal.
Enfin, lors de la Coupe du monde 1970 au Mexique, qui sera la dernière de Lev Yachine, l'URSS fait encore belle impression mais perd in extremis en quart-de-finale contre l'Uruguay (1-0 après prolongation).
Deux ans plus tard, l'URSS confirme une nouvelle fois sa compétitivité en parvenant en finale de l'Euro 1972. La lourde défaite (3-0) contre la RFA marque la fin de l'âge d'or qui aura vu l'Union soviétique afficher une régularité remarquable au plus haut niveau, atteignant au minimum les quarts de finale de toutes les Coupes du monde de 1958 à 1970 et figurant dans le dernier carré de tous les championnats d'Europe de 1960 à 1972.

### Le creux de la vague (1973-1986)
Quinze jours après le coup d'État du 11 septembre 1973 au Chili, l’Union soviétique reçoit le Chili au stade Lénine de Moscou en match aller de barrage intercontinental pour la Coupe du monde. Les deux équipes se séparent sur un score nul et vierge (0-0). Quelques semaines plus tard, les Soviétiques renoncent à toute chance de qualification pour le mondial 1974 en refusant de jouer le match retour contre le Chili dans l’Estadio nacional de Santiago pour raison politique. Le 21 novembre 1973, le coup d'envoi du match est donné avec la seule présence des joueurs chiliens sur le terrain qui s'en vont marquer un but dans des cages vides. Le Chili obtient la victoire, synonyme de qualification, sur tapis vert 2-0 tandis que l'Union soviétique est disqualifiée. Cet épisode va faire rentrer l'URSS dans le rang.

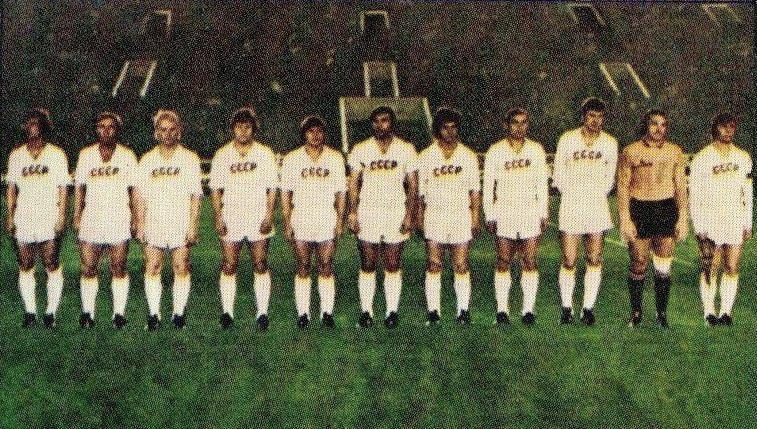
L'équipe olympique d'URSS, troisième du tournoi 1976 à Montréal.

L'URSS essuie alors son lot d'échecs malgré la présence de joueurs de talent comme Oleg Blokhine (Ballon d'or 1975), Leonid Buryak, David Kipiani, Khoren Oganesian, Ramaz Shengelia, Vladimir Bessonov ou Fedor Tcherenkov. Elle va ainsi manquer, parfois de peu, deux phases finales de coupe du monde (1974 et 1978) et deux phases finales de championnats d'Europe consécutives (1980, 1984). En 1976 elle est éliminée en quarts de finale du Championnat d'Europe par le futur champion, la Tchécoslovaquie. Qualifiée pour le Mundial 1982 en Espagne, elle affiche des signes de renouveau en réalisant une belle performance en phase finale et se fait remarquer par la qualité de son jeu. Seulement battue de peu (après avoir longtemps mené au score) au premier tour par les favoris Brésiliens au cours d'un excellent match, elle tient le choc au deuxième tour (une victoire, un nul) et ce n'est qu'à la différence de buts qu'elle est devancée par la Pologne pour la première place qualificative pour les demi-finales.
Durant cette période, lors des jeux Olympiques où elle bénéficie théoriquement d'un avantage sur ses concurrents occidentaux car elle peut aligner ses meilleurs joueurs, officiellement tous amateurs, l'URSS ne peut faire mieux que trois médailles de bronze (1972, 1976, et 1980 chez elle à Moscou).

### Le retour au premier plan sous la direction de Lobanovski (1986-1990)
À la veille de la Coupe du monde 1986, la sélection soviétique est confiée à l'entraîneur du Dynamo Kiev, Valeri Lobanovski. Ce dernier va s'appuyer essentiellement sur des joueurs du Dynamo, tout juste vainqueur de la Coupe des Coupes, hormis le gardien Rinat Dasaev et le milieu Sergueï Aleinikov. L'URSS impressionne dès son premier match en écrasant la Hongrie 6-0. Pratiquant un football total avec des joueurs du calibre de Igor Belanov (Ballon d'or 1986), Aleksandr Zavarov (6e du classement Ballon d'or en 1986), Anatoli Demyanenko ou Vasili Rats, l'URSS s'annonce alors comme un grand favori de la compétition mais tombe de haut dès les huitièmes-de-finale face à la Belgique (3-4 après prolongation).
En 1988, lors du Championnat d'Europe, l'équipe de Lobanovski, avec la même ossature plus des joueurs comme Oleg Protasov, Alexeï Mikhaïlitchenko (4e du classement Ballon d'or en 1988), Vagiz Khidyatulline et Guennadi Litovtchenko, est toujours aussi impressionnante. Elle bat les Pays-Bas 1-0 et l'Angleterre  3-1 au premier tour puis domine l'Italie 2-0 en demi-finale. En finale à Munich, elle est vaincue par les Pays-Bas, qui prennent leur revanche 2-0.
La même année, l'équipe d'URSS olympique dirigé par Anatoli Bychovets (avec Alexeï Mikhaïlitchenko) remporte la médaille d'or aux Jeux de Séoul, en battant le Brésil (avec  Romário, Bebeto et Taffarel) en finale.
Deux ans plus tard, lors du Mondial 1990, les Soviétiques, vieillissants, terminent derniers de leur poule et sont donc sortis dès le premier tour.

### Disparition (1991)
L'équipe d'URSS parvient à surmonter l'échec du mondial et à se relancer. Elle se qualifie ainsi brillamment pour l'Euro 1992 en terminant invaincue en tête de son groupe et en éliminant surtout l'Italie, demi-finaliste du mondial 1990. Mais l'Union soviétique cesse d'exister à la fin de l'année 1991. L'équipe soviétique participe alors à l'Euro 1992 sous la bannière éphémère de la CEI avec des joueurs démobilisés qui s'apprêtent déjà à endosser le maillot d'une nouvelle équipe nationale.

## Nouvelles équipes nationales nées de la disparition de l'URSS
| Pays         | Fédération |
| ------------ | ---------- |
| Arménie      | UEFA       |
| Azerbaïdjan  | UEFA       |
| Biélorussie  | UEFA       |
| Estonie      | UEFA       |
| Géorgie      | UEFA       |
| Kazakhstan   | UEFA       |
| Kirghizistan | AFC        |
| Lettonie     | UEFA       |
| Lituanie     | UEFA       |
| Moldavie     | UEFA       |
| Ouzbékistan  | AFC        |
| Russie       | UEFA       |
| Tadjikistan  | AFC        |
| Turkménistan | AFC        |
| Ukraine      | UEFA       |

## Résultats

### Compétitions officielles
| Année | Résultat      | Class.             | J  | G  | N | P | bp | bc |
| ----- | ------------- | ------------------ | -- | -- | - | - | -- | -- |
| 1920  | Non inscrite  | -                  | -  | -  | - | - | -  | -  |
| 1924  | Non inscrite  | -                  | -  | -  | - | - | -  | -  |
| 1928  | Non inscrite  | -                  | -  | -  | - | - | -  | -  |
| 1936  | Non inscrite  | -                  | -  | -  | - | - | -  | -  |
| 1948  | Non inscrite  | -                  | -  | -  | - | - | -  | -  |
| 1952  | 1er tour      | 14e                | 3  | 1  | 1 | 1 | 8  | 9  |
| 1956  | Finale        | Médaille d'or      | 5  | 4  | 1 | 0 | 9  | 2  |
| 1960  | Non qualifiée | -                  | -  | -  | - | - | -  | -  |
| 1964  | Non qualifiée | -                  | -  | -  | - | - | -  | -  |
| 1968  | Non qualifiée | -                  | -  | -  | - | - | -  | -  |
| 1972  | Troisième     | Médaille de bronze | 7  | 5  | 1 | 1 | 15 | 6  |
| 1976  | Demi-finale   | Médaille de bronze | 6  | 5  | 0 | 1 | 10 | 4  |
| 1980  | Demi-finale   | Médaille de bronze | 6  | 5  | 0 | 1 | 19 | 3  |
| 1984  | Forfait       | -                  | -  | -  | - | - | -  | -  |
| 1988  | Finale        | Médaille d'or      | 6  | 5  | 1 | 0 | 14 | 6  |
| Total | 6/15          |                    | 33 | 25 | 4 | 4 | 75 | 30 |

| Année | Résultat                             | Class. | J  | G  | N | P  | bp | bc |
| ----- | ------------------------------------ | ------ | -- | -- | - | -- | -- | -- |
| 1930  | Non inscrite (non membre de la FIFA) | -      | -  | -  | - | -  | -  | -  |
| 1934  | Non inscrite (non membre de la FIFA) | -      | -  | -  | - | -  | -  | -  |
| 1938  | Non inscrite (non membre de la FIFA) | -      | -  | -  | - | -  | -  | -  |
| 1950  | Non inscrite                         | -      | -  | -  | - | -  | -  | -  |
| 1954  | Non inscrite                         | -      | -  | -  | - | -  | -  | -  |
| 1958  | Quart de finale                      | 7e     | 5  | 2  | 1 | 2  | 5  | 6  |
| 1962  | Quart de finale                      | 6e     | 4  | 2  | 1 | 1  | 9  | 7  |
| 1966  | Demi-finale                          | 4e     | 6  | 4  | 0 | 2  | 10 | 6  |
| 1970  | Quart de finale                      | 5e     | 4  | 2  | 1 | 1  | 6  | 2  |
| 1974  | Non qualifiée                        | -      | -  | -  | - | -  | -  | -  |
| 1978  | Non qualifiée                        | -      | -  | -  | - | -  | -  | -  |
| 1982  | Groupe 2e tour                       | 7e     | 5  | 2  | 2 | 1  | 7  | 4  |
| 1986  | Huitième de finale                   | 10e    | 4  | 2  | 1 | 1  | 12 | 5  |
| 1990  | Groupe 1er tour                      | 17e    | 3  | 1  | 0 | 2  | 4  | 4  |
| Total | 7/14                                 |        | 31 | 15 | 6 | 10 | 53 | 34 |

| Année | Résultat        | Class.    | J  | G | N | P | bp | bc |
| ----- | --------------- | --------- | -- | - | - | - | -- | -- |
| 1960  | Finale          | Vainqueur | 2  | 2 | 0 | 0 | 5  | 1  |
| 1964  | Finale          | 2e        | 2  | 1 | 0 | 1 | 4  | 2  |
| 1968  | Demi-finale     | 4e        | 2  | 0 | 1 | 1 | 0  | 2  |
| 1972  | Finale          | 2e        | 2  | 1 | 0 | 1 | 1  | 3  |
| 1976  | Quart de finale | -         | -  | - | - | - | -  | -  |
| 1980  | Non qualifiée   | -         | -  | - | - | - | -  | -  |
| 1984  | Non qualifiée   | -         | -  | - | - | - | -  | -  |
| 1988  | Finale          | 2e        | 5  | 3 | 1 | 1 | 7  | 4  |
| 1992  | Qualifiée       |           |    |   |   |   |    |    |
| Total | 5/9             |           | 13 | 7 | 2 | 4 | 17 | 12 |

## Principaux joueurs
Gardiens de but
| - Rinat Dassaev - Anzor Kavazashvili - Viktor Bannikov |  | - Evgueni Roudakov - Lev Yachine |

Défenseurs
| - Valentin Afonine - Vladimir Bessonov - Albert Chesternev - Evgueni Lovtchev - Viktor Anitchkine - Vasili Danilov |  | - Alexander Chivadze - Anatoli Demyanenko - Vladimir Kaplichny - Anatoli Maslenkine - Viktor Choustikov - Nikolaï Larionov |  | - Vagiz Khidyatoulline - Mourtaz Khourtsilava - Oleg Kouznetsov - Vladimir Ponomarev - Sergueï Baltacha - Vladimir Trotchkine |  | - Vasili Rats - Tengiz Sulakvelidze - Andreï Zygmantovitch - Revaz Dzodzuaschvili - Youri Istomine - Eduard Doubinski |

Milieux
| - Sergueï Aleïnikov - Leonid Bouryak - Igor Dobrovolski - Vladimir Fedotov - Youri Voïnov - Guennadi Logofet |  | - Youri Gavrilov - Sergei Gotsmanov - David Kipiani - Viktor Kolotov - Anatoli Konkov - Pavel Yakovenko |  | - Guennadi Litovtchenko - Alexeï Mikhaïlitchenko - Vladimir Moutian - Igor Netto - Galimzian Khoussaïnov - Ivan Yaremchuk |  | - Khoren Oganesian - Fedor Tcherenkov - Valeri Voronine - Aleksandr Zavarov - Vladimir Veremeev - József Szabó |  | - Aleksandr Maksimenkov |

Attaquants
| - Anatoli Banichevski - Igor Belanov - Oleg Blokhine - Vsevolod Bobrov - Vladimir Onischenko - Vladimir Goutsaev | * | - Anatoli Bychovets - Ramaz Chenguelia - Anatoli Iline - Valentin Ivanov - Arkadi Andreasyan - Konstantin Beskov |  | - Eduard Malofeev - Mikhaïl Meskhi - Slava Metreveli - Viktor Ponedelnik - Nikita Simonian - Sergueï Andreïev |  | - Oleg Protasov - Sergueï Rodionov - Eduard Streltsov - Igor Tchislenko - Guennadi Evrouguikhine - Valentin Bouboukine |

## Sélectionneurs
La liste suivante présente les différents sélectionneurs de l'équipe d'Union soviétique.
- Boris Arkadiev (février 1952-juillet 1952)
- Vassili Sokolov (1954)
- Gavriil Katchaline (1955-octobre 1958)
- Gueorgui Glazkov (septembre 1959)
- Mikhaïl Yakouchine (septembre 1959-décembre 1959)
- Gavril Katchaline  (mai 1960-juin 1962)
- Nikita Simonian (avril 1963-mai 1963)
- Konstantin Beskov (septembre 1963-juin 1964)
- Nikolaï Morozov (octobre 1964-1966)
- Mikhaïl Yakouchine (janvier 1967-décembre 1968)
- Gavril Katchaline (janvier 1969-juin 1970)
- Valentin Nikolaïev (août 1970-décembre 1971)
- Nikolaï Gouliaïev (avril 1972-mai 1972)
- Aleksandr Ponomarev (juin 1972)
- German Zonine (juin 1972-juillet 1972)
- Aleksandr Ponomarev (juillet 1972-octobre 1972)
- Ievgueni Gorianski (en) (mars 1973-octobre 1973)
- Konstantin Beskov (janvier 1974-octobre 1974)
- Valeri Lobanovski (janvier 1975-juillet 1976)
- Valentin Nikolaïev (novembre 1976-décembre 1976)
- Nikita Simonian (mars 1977-juillet 1979)
- Konstantin Beskov (septembre 1979-juillet 1982)
- Valeri Lobanovski (août 1982-novembre 1983)
- Eduard Malofeev (janvier 1984-mai 1986)
- Valeri Lobanovski (juin 1986-juin 1990)
- Anatoli Bychovets (août 1990-juin 1992)

## Records
| Joueurs les plus capés | Joueurs les plus capés | Joueurs les plus capés | Joueurs les plus capés |
| Sélections             | Joueur                 | Période                | Buts                   |
| ---------------------- | ---------------------- | ---------------------- | ---------------------- |
| 112                    | Oleg Blokhine          | 1972–1988              | 42                     |
| 91                     | Rinat Dasaev           | 1979-1990              | 0                      |
| 90                     | Albert Chesternev      | 1961-1971              | 0                      |
| 80                     | Anatoli Demyanenko     | 1981-1990              | 6                      |
| 79                     | Vladimir Bessonov      | 1977-1990              | 4                      |

source: http://www.rsssf.com/miscellaneous/ussr-recintlp.html